# Admiralty House
Ne doit pas être confondu avec Admiralty House (Australie).
L'Admiralty House (en français, Maison de l'Amirauté) est un monument britannique classé (grade I) faisant face à la rue Whitehall à Londres. Son architecte est Samuel Pepys Cockerell et est aujourd'hui utilisée par le gouvernement du Royaume-Uni notamment en tant que logements. Elle est ouverte en 1788 et reste jusqu'en 1964 la résidence officielle du premier des Lords de l'Amirauté.